# 葉國一
葉國一（1941年—），生於台灣台北市，企業家與創業投資人。曾投資多個企業，為英業達集團創辧人。

## 生平
畢業於士林高商。曾在廣告社、肥皂化工廠與飼料廠工作。1972年，三德集團高和順家族準備投資電子業，高和順之子高達雄是葉國一在士林高商的學長，邀請葉國一同創業，創立三愛電子，與林百里、溫世仁等人成為同事。葉國一在三愛電子升任至副總經理。
1975年，葉國一與鄭清和一起創立英業達，邀請李詩欽加入創業，1980年，請溫世仁任廠長。
1988年，林百里創立廣達電腦，葉國一與溫世仁為原始股東，佔資本額50%。廣達名稱由葉國一所取，廣達創立初期，葉國一除了提供資金擔保，也由英業達調派人手至廣達支援。
1998年，頂新集團回台入主味全，因過度擴張，資金出現問題。中國國台辦主任陳雲林向溫世仁要求援助頂新，溫世仁與葉國一合資，買入香港頂益控股，為頂新集團提供資金。
1999年廣達上市，葉國一出售手中股票，與柯文昌合作，將所得資金投入創投。此外，他與國揚集團侯西峰關係良好，共同投資股市與房地產。

## 家庭
已婚，生有二子。